# Amadis River
Der Amadis River ist ein kurzer Fluss an der Westküste von Dominica. Er verläuft im Norden des Parish Saint Peter und mündet nördlich von Dominica in der Plantation Grove ins Karibische Meer.

## Geographie
Der Amadis River entspringt im Gebiet des Pentiwak Estate (⊙) in ca. 300 m Höhe über dem Meer. Er verläuft nach Westen, südlich des Morne Espagnole (365 m, ⊙), und nimmt von links (Süden) noch einen kleinen Zufluss auf. In der Plantation Grove mündet er ins Karibische Meer. Im Süden schließt sich das Einzugsgebiet des Dublanc Rivers und im Norden das des Espagnole Rivers an.